# 和田周
和田 周（わだ しゅう、1938年（昭和13年）8月6日 - 2020年（令和2年）4月23日）は、日本の俳優、声優、劇作家。演劇組織「夜の樹」主宰。現代制作舎所属。

## 人物
1938年、東京府（現：東京都）の東京市麻布区にて、和田六郎（大坪砂男）を父に生まれる。神奈川県鎌倉市への転居を経て、長野県佐久郡に疎開しそこで終戦を迎える。父と母の別居後に、母の郷里である鹿児島県に引っ越す。中学3年生で重富村立重富中学校で一時転入し、秋に鹿児島市立甲南中学校へ転校して卒業した後、鹿児島県立甲南高等学校に入学し、美術部と演劇部に所属する。高校卒業後に俳優を目指して上京し、劇団俳優座付属養成所で学ぶ。俳優座養成所卒業後は、推理作家である父と新宿で延べ4年同居する。
1961年4月に劇団四季に入団。同年11月に劇団新人会に入団。1969年6月30日に新人会を退団し、同年9月12日に演劇組織「兆」に設立に参加、東京俳優生活協同組合を経て、1980年に瀬畑奈津子らと演劇組織「夜の樹」を結成。
特技は鹿児島弁、大型ダンプ・バス・ミキサー車の運転。
瀬畑の死から1ヶ月後の2020年4月23日、新型コロナウイルス感染症（COVID-19）のため死去。81歳没。

## 家族・親族
- 祖父：和田維四郎（鉱物学者・政治家）
- 大伯父：和田義比（工部省官僚(権少技長)・歌人）
- 父：大坪砂男[12]（作家）
- 妻：瀬畑奈津子（声優）
- 子：虚淵玄（脚本家）

|            |            |            |            |            |            |  |  |            |            |            |            |            |            |  |  |          |          |          |          |          |          |  |  |  |  |  |  |  |  |  |  |  |  |
|            |            |            |            |            |            |  |  |            |            |            |            |            |            |  |  |          |          |          |          |          |          |  |  |  |  |  |  |  |  |  |  |  |  |
|            |            |            |            |            |            |  |  | 和田維四郎 | 和田維四郎 | 和田維四郎 | 和田維四郎 | 和田維四郎 | 和田維四郎 |  |  | 和田義比 | 和田義比 | 和田義比 | 和田義比 | 和田義比 | 和田義比 |  |  |  |  |  |  |  |  |  |  |  |  |
|            |            |            |            |            |            |  |  | 和田維四郎 | 和田維四郎 | 和田維四郎 | 和田維四郎 | 和田維四郎 | 和田維四郎 |  |  | 和田義比 | 和田義比 | 和田義比 | 和田義比 | 和田義比 | 和田義比 |  |  |  |  |  |  |  |  |  |  |  |  |
|            |            |            |            |            |            |  |  | 大坪砂男   |            |            |            |            |            |  |  |          |          |          |          |          |          |  |  |  |  |  |  |  |  |  |  |  |  |
|            |            |            |            |            |            |  |  |            |            |            |            |            |            |  |  |          |          |          |          |          |          |  |  |  |  |  |  |  |  |  |  |  |  |
| 瀬畑奈津子 | 瀬畑奈津子 | 瀬畑奈津子 | 瀬畑奈津子 | 瀬畑奈津子 | 瀬畑奈津子 |  |  | 和田周     | 和田周     | 和田周     | 和田周     | 和田周     | 和田周     |  |  |          |          |          |          |          |          |  |  |  |  |  |  |  |  |  |  |  |  |
| 瀬畑奈津子 | 瀬畑奈津子 | 瀬畑奈津子 | 瀬畑奈津子 | 瀬畑奈津子 | 瀬畑奈津子 |  |  | 和田周     | 和田周     | 和田周     | 和田周     | 和田周     | 和田周     |  |  |          |          |          |          |          |          |  |  |  |  |  |  |  |  |  |  |  |  |
|            |            |            |            |            |            |  |  |            |            |            |            |            |            |  |  |          |          |          |          |          |          |  |  |  |  |  |  |  |  |  |  |  |  |
|            |            |            |            | 虚淵玄     |            |  |  |            |            |            |            |            |            |  |  |          |          |          |          |          |          |  |  |  |  |  |  |  |  |  |  |  |  |

## 出演

### 映画
- 「可否道」より なんじゃもんじゃ（1963年、松竹） - 二本柳 役
- 午前中の時間割り（1972年、ATG） - 教師 役
- 原子力戦争（1978年、ATG） - 小林 役
- 団地妻 肉欲の陶酔（1979年、にっかつ） - 岡勝昭 役
- 動乱（1980年、東映） - 白鳥大尉 役
- 団鬼六 薔薇地獄（1980年、にっかつ） - 沢村和夫 役
- 裸の大将放浪記（1981年） - 我孫子駅の客C 役
- 武蔵野心中（1983年、にっかつ） - 編集長 役
- 泪橋（1983年、東映セントラルフィルム） - 山本 役
- 踊る大捜査線 THE MOVIE（1998年） - 警察庁官房長 役
- GUN CRAZY 裏切りの挽歌 BEYOND THE LOW（2002年、巴里映画・キュームービー）
- 十七歳（2002年、パル企画）
- KEEP ON ROCKIN'（2003年、東映）
- 美しい夏キリシマ（2003年、パンドラ） - ラジオの声 役
- 断食芸人（2016年） - 老僧 役
- マジックユートピア（2016年） - 老人 役[13]

### テレビドラマ
- おかあさん 第207話「鏡の中の鏡」（1963年1月10日、TBS）[14]
- NHK大河ドラマ
  - 竜馬がゆく（1968年1月7日 - 12月29日） - 村田忠三郎 役
  - 勝海舟（1974年1月6日 - 12月29日） - 五代才助 役
  - 花神（1977年1月2日 - 12月25日）
  - 獅子の時代（1980年1月6日 - 12月21日） - 本田 役
  - 徳川家康（1983年1月9日 - 12月18日） - 釣閑 役
  - 山河燃ゆ（1984年1月8日 - 12月23日） - 木村 役
  - 春の波涛（1985年1月6日 - 12月15日） - 松田正久 役
  - 翔ぶが如く（1990年1月7日 - 12月9日） - 中原万兵衛 役
  - 太平記（1991年1月6日 - 12月8日） - 島の侍 役
  - 信長 KING OF ZIPANGU（1992年1月5日 - 12月13日） - 生駒家宗 役
  - 葵 徳川三代（2000年1月9日 - 12月17日） - 藤田信吉 役
  - 武蔵 MUSASHI（2003年1月5日 - 12月7日） - 代官 役
- 東京の山賊（1970年4月18日、NHK総合） - 指令官 役
- シルバー仮面 第1話「ふるさとは地球」（1971年、TBS） - チグリス星人・人間態 役
- 帰ってきたウルトラマン 第39話「冬の怪奇シリーズ 20世紀の雪男」（1972年、TBS） - 津村秀男 役
- 時間ですよ 第2シリーズ 第64回（1972年、TBS） - 医師 役
- イナズマン 第4話「日本列島大爆発!!」（1973年、NET） - ホネバンバラの声
- キカイダー01 第32話「地獄に呼ばれるビジンダー」（1973年、NET） - インクスミイカの声
- イナズマンF（1974年、NET）
  - 第10話「ウデスパー兄弟の挑戦状!!」、第11話「美しいサイボーグ! 暁に分身す!!」、第13話「白い闇!! 鬼女がうたう子守歌」、第14話「大空中戦!! 合体ウデスパー戦略部隊」  - 合体ウデスパーの声
  - 第19話「イナズマン デスパー軍団に入隊す!!」 - ミキサーデスパーの声
- スーパー戦隊シリーズ（NET→テレビ朝日）
  - 秘密戦隊ゴレンジャー 第23話「みどりの空中戦! 怪飛行船の最期」（1975年） - カミソリ仮面の声
  - バトルフィーバーJ 第30話「悪食雑食の料理長」（1979年） - ヘンショク怪人の声
- 明治の群像 海に火輪を 第9回 日英同盟（1976年12月9日、NHK総合） - 松井慶四郎 役
- 特捜最前線 第12話「地獄に墜ちる愛」（1977年6月22日、テレビ朝日）
- 岸辺のアルバム 第15話（1977年、TBS） - 近所の住人 役
- 死人狩り 第1話（1978年12月16日、フジテレビ）
- 風の隼人（1979年8月8日 - 1980年4月2日、NHK総合） - 東郷十兵衛 役
- ポーツマスの旗（1981年、NHK総合） - 幣原喜重郎 役
- ザ・ハングマン（朝日放送）
  - 第23話「人さらいベビーホテル」（1981年4月24日）
  - 第39話「悪医者は吸血処刑」（1981年8月14日）
- 10万分の1の偶然（1981年12月29日、日本テレビ）
- 俺はご先祖さま 第13話（1982年3月7日、日本テレビ） - 出版社の編集者 平塚 役
- ザ・ハングマンII 第22話「裸女の死体と心中した検事」（1982年11月5日、朝日放送）
- あいつと俺 第8話「雪山に埋めた殺意 -八ヶ岳・原村-」（1984年3月26日、テレビ東京） ※1980年製作
- ニュードキュメンタリードラマ昭和 松本清張事件にせまる 第7話「下山総裁怪死事件 マイ・レール・ロード」（1984年5月25日、テレビ朝日）
- 私鉄沿線97分署 第36話（1985年、テレビ朝日）
- 真田太平記（1985年4月3日 - 1986年3月19日、NHK総合） - 石田正澄 役
- 誇りの報酬 第9話「オホーツク悲歌」（1985年12月8日、日本テレビ） - 上野署刑事
- 銭形平次 第23話「五年ぶりの給金」（1987年8月18日、日本テレビ） - 市兵衛 役
- 空と海をこえて（1989年9月16日、TBS）
- さよなら李香蘭（1989年12月、フジテレビ）
- 世にも奇妙な物語 第1シリーズ（第一期）「だれかに似た人」（1990年8月23日、フジテレビ）だれかに似た人 役
- はぐれ刑事純情派（1991年、テレビ朝日） - 本間医師 役
- さすらい刑事旅情編IV 第19話「瀬戸大橋・断崖に立つ女・消された記憶」（1992年2月26日、テレビ朝日）
- 清左衛門残日録（1993年） - 鳥羽玄朴 役
- 踊る大捜査線 秋の犯罪撲滅スペシャル完璧版（1998年12月22日、フジテレビ） - 警察庁官房長 役
- ナースのお仕事（2000年、フジテレビ） - 明智大介 役
- 太陽は沈まない 第10話（2000年6月15日、フジテレビ） - 裁判長 役
- カードGメン・小早川茜2 消せない過去（2001年1月22日、TBS） - 自転車屋の主人 役
- 不倫調査員・片山由美（テレビ東京）
  - 京都・奉納まつり殺人事件（2001年1月24日）
  - 京都着付け教室殺人連鎖（2006年8月2日）
  - 黒髪人形・尼寺殺人事件（2007年9月19日）
- ヨイショの男 第10回・最終回（2002年6月23日・30日、TBS） - 星野 役
- 相棒（テレビ朝日）
  - season1 第7話「殺しのカクテル」（2002年11月20日） - 倉沢正 役
  - season5 第2話「スウィートホーム」（2006年10月18日） - 佐々木清 役
- トリック（2003年、テレビ朝日） - 西村教授
- 赤かぶ検事 京都篇 第5話（2010年2月10日、TBS） - 裁判長 役

### 方言指導
- ポーラテレビ小説 / 薩摩おごじょ（1973年、TBS） - 鹿児島弁指導[15]

### テレビアニメ
- アンデス少年ペペロの冒険（1975年 - 1976年、NET） - サラの父

### 吹き替え
- 吸血鬼の接吻（ツィンマー教授（クリフォード・エヴァンス））

## 著作
- 『蝿取り紙―和田周戯曲集』テアトロ、1993年9月 ISBN 978-4885370274